# Mike Hanke
Mike Hanke est un footballeur allemand né le 5 novembre 1983 à Hamm. Il évolue au poste d'attaquant. 
Évoluant en attaque, il fait partie de la « nouvelle génération » allemande. International depuis le 8 juin 2005 (13 sélections, 1 but), il intègre le groupe des 23 au Mondial 2006, en remplaçant à la dernière minute Kevin Kuranyi. Particulièrement décisif en coupes, il quitta Schalke 04 afin de gagner du temps de jeu. 
Après deux saisons mitigées à VfL Wolfsburg dans un système à 3 attaquants, il rejoint Hanovre 96, pour une somme de 4,5 millions d'euros. Il ne put s'exprimer durant la saison 2008-2009, barré par Mikael Forssell et Jan Schlaudraff. Finalement, en décembre 2010, il signe un contrat avec le Borussia Mönchengladbach, alors 18e de la Bundesliga. Il s'y impose dans un rôle de pivot et contribue au sauvetage du club puis de l'épopée 2011-2012.
Le 17 décembre 2014, alors qu'il venait de terminer la saison 2014 du  Championnat de Chine, après avoir porté les couleurs du Guizhou Renhe. Il annonce la fin de sa carrière sportive.

## Carrière
- 2001-2005 : Schalke 04  Allemagne
- 2005-2007 : VfL Wolfsburg  Allemagne
- 2007-déc. 2010 : Hanovre 96  Allemagne
- jan. 2011-2013 : Borussia Mönchengladbach  Allemagne
- 2013-2014 : FC Fribourg  Allemagne
- 2014 : Guizhou Renhe  Chine[1],[2],[3]

## Palmarès

### en club
- Schalke 04
  - Vainqueur de la Coupe de la Ligue d'Allemagne : 2005
  - Vainqueur de la Coupe Intertoto : 2003 et 2004

### en sélection
- Allemagne
  - 3e de la Coupe du monde FIFA : 2006